# Liste der Naturdenkmale in Löhnberg
Die Liste der Naturdenkmale in Löhnberg nennt die im Gebiet der Gemeinde Löhnberg im Landkreis Limburg-Weilburg in Hessen gelegenen Naturdenkmale.
| Bild                          | Bezeichnung | Ortsteil, Lage                             | Beschreibung                         | Art         | Nr.     |
| ----------------------------- | ----------- | ------------------------------------------ | ------------------------------------ | ----------- | ------- |
| BW                            | Sommerlinde | Obershausen 50° 32′ 43,6″ N, 8° 14′ 9,2″ O |                                      | Sommerlinde | 3533044 |
| mehr Fotos \| Fotos hochladen | Dicke Eiche | Selters 50° 30′ 52,2″ N, 8° 18′ 19,7″ O    | auch als „Napoleon-Eiche“ bezeichnet | Eiche       | 3533055 |